# Yass
Lo Yass è un fiume australiano, che scorre nei distretti Southern Tablelands e South Western Slopes del Nuovo Galles del Sud.
La sua sorgente si trova nella Grande Catena Divisoria e fa parte del bacino del Murrumbidgee.